# Sarcophaga perissa
Sarcophaga perissa är en tvåvingeart som beskrevs av Henry J. Reinhard 1952. Sarcophaga perissa ingår i släktet Sarcophaga och familjen köttflugor.
Artens utbredningsområde är Utah. Inga underarter finns listade i Catalogue of Life.